# Coppa del mondo di tuffi 2021 - Trampolino 3 metri maschile
Il concorso dei tuffi dal trampolino 3 metri maschile della Coppa del mondo di tuffi 2021 si è svolto il 5 e 6 maggio 2021 al Tokyo Aquatics Centre in Giappone.
La competizione è stata valida per la qualificazione ai Giochi olimpici estivi di Tokyo 2021.

## Programma
| Data          | Ora   | Evento      |
| ------------- | ----- | ----------- |
| 5 maggio 2021 | 10:00 | Preliminare |
| 6 maggio 2021 | 10:00 | Semifinale  |
| 6 maggio 2021 | 16:00 | Finale      |

## Risultati
I tuffatori contrassegnati dal grassetto si sono qualificati per le Olimpiadi (finora) tramite questo risultato. I tuffatori nei primi 18 posti non in grassetto hanno ottenuto la qualificazione in un'altra manifestazione o la loro nazione ha già raggiunto l'assegnazione massima di posti olimpici.
| Oro     | Martin Wolfram          | Germania        | 446.95 | 3  | 451.30          | 3               | 467.75          | 1               |                 |                 |
| Argento | James Heatly            | Gran Bretagna   | 478.20 | 2  | 441.60          | 4               | 461.25          | 2               |                 |                 |
| Bronzo  | Alexis Jandard          | Francia         | 433.35 | 4  | 415.95          | 5               | 434.25          | 3               |                 |                 |
| 4       | Nicolás García Navarro  | Spagna          | 408.45 | 12 | 406.35          | 8               | 421.85          | 4               |                 |                 |
| 5       | Daniel Goodfellow       | Gran Bretagna   | 487.50 | 1  | 481.80          | 1               | 420.15          | 5               |                 |                 |
| 6       | José Ruvalcaba          | Rep. Dominicana | 401.90 | 14 | 403.50          | 11              | 415.70          | 6               |                 |                 |
| 7       | Briadam Herrera         | Stati Uniti     | 411.35 | 10 | 393.40          | 12              | 411.40          | 7               |                 |                 |
| 8       | Sebastián Morales       | Colombia        | 411.80 | 9  | 406.25          | 9               | 409.60          | 8               |                 |                 |
| 9       | Rodrigo Diego           | Messico         | 420.50 | 7  | 466.65          | 2               | 401.95          | 9               |                 |                 |
| 10      | Anton Down-Jenkins      | Nuova Zelanda   | 418.80 | 8  | 412.45          | 6               | 393.25          | 10              |                 |                 |
| 11      | Woo Ha-ram              | Corea del Sud   | 431.40 | 5  | 404.60          | 10              | 388.85          | 11              |                 |                 |
| 12      | Yona Knight-Wisdom      | Giamaica        | 405.20 | 13 | 406.80          | 7               | 383.70          | 12              |                 |                 |
| 13      | Lorenzo Marsaglia       | Italia          | 389.50 | 18 | 393.15          | 13              | Non qualificati | Non qualificati | Non qualificati | Non qualificati |
| 14      | Kim Yeong-nam           | Corea del Sud   | 399.75 | 15 | 384.90          | 14              | Non qualificati | Non qualificati | Non qualificati | Non qualificati |
| 15      | Alberto Arévalo         | Spagna          | 425.20 | 6  | 375.90          | 15              | Non qualificati | Non qualificati | Non qualificati | Non qualificati |
| 16      | Thomas Ciprick          | Canada          | 391.90 | 17 | 358.35          | 16              | Non qualificati | Non qualificati | Non qualificati | Non qualificati |
| 17      | Oliver Dingley          | Irlanda         | 399.75 | 16 | 351.35          | 17              | Non qualificati | Non qualificati | Non qualificati | Non qualificati |
| 18      | Mohab El-Kordy          | Egitto          | 410.90 | 11 | 351.15          | 18              | Non qualificati | Non qualificati | Non qualificati | Non qualificati |
| 19      | Haruki Suyama           | Giappone        | 385.15 | 19 | Non qualificati | Non qualificati | Non qualificati | Non qualificati |                 |                 |
| 20      | Alex Hart               | Austria         | 378.05 | 20 | Non qualificati | Non qualificati | Non qualificati | Non qualificati |                 |                 |
| 21      | Jonathan Suckow         | Svizzera        | 373.90 | 21 | Non qualificati | Non qualificati | Non qualificati | Non qualificati |                 |                 |
| 22      | Giovanni Tocci          | Italia          | 370.55 | 22 | Non qualificati | Non qualificati | Non qualificati | Non qualificati |                 |                 |
| 23      | Muhammad Syafiq Puteh   | Malaysia        | 367.35 | 23 | Non qualificati | Non qualificati | Non qualificati | Non qualificati |                 |                 |
| 24      | Jahir Ocampo            | Messico         | 365.40 | 24 | Non qualificati | Non qualificati | Non qualificati | Non qualificati |                 |                 |
| 25      | Donato Neglia           | Cile            | 363.60 | 25 | Non qualificati | Non qualificati | Non qualificati | Non qualificati |                 |                 |
| 26      | Yury Naurozau           | Bielorussia     | 362.25 | 26 | Non qualificati | Non qualificati | Non qualificati | Non qualificati |                 |                 |
| 27      | Athanasios Tsirikos     | Grecia          | 347.30 | 27 | Non qualificati | Non qualificati | Non qualificati | Non qualificati |                 |                 |
| 28      | Luis Moura              | Brasile         | 356.80 | 28 | Non qualificati | Non qualificati | Non qualificati | Non qualificati |                 |                 |
| 29      | Stanislav Oliferčyk     | Ucraina         | 345.20 | 29 | Non qualificati | Non qualificati | Non qualificati | Non qualificati |                 |                 |
| 30      | Frandiel Gómez          | Rep. Dominicana | 340.80 | 30 | Non qualificati | Non qualificati | Non qualificati | Non qualificati |                 |                 |
| 31      | Alexander Lube          | Germania        | 340.40 | 31 | Non qualificati | Non qualificati | Non qualificati | Non qualificati |                 |                 |
| 32      | Nikolaj Schaller        | Austria         | 335.40 | 32 | Non qualificati | Non qualificati | Non qualificati | Non qualificati |                 |                 |
| 33      | Kacper Lesiak           | Polonia         | 335.30 | 33 | Non qualificati | Non qualificati | Non qualificati | Non qualificati |                 |                 |
| 34      | Luis Uribe              | Colombia        | 333.80 | 34 | Non qualificati | Non qualificati | Non qualificati | Non qualificati |                 |                 |
| 35      | Chola Chanturia         | Georgia         | 332.75 | 35 | Non qualificati | Non qualificati | Non qualificati | Non qualificati |                 |                 |
| 36      | Botond Bóta             | Ungheria        | 332.40 | 36 | Non qualificati | Non qualificati | Non qualificati | Non qualificati |                 |                 |
| 37      | Oleksandr Gorshkovozov  | Ucraina         | 327.75 | 37 | Non qualificati | Non qualificati | Non qualificati | Non qualificati |                 |                 |
| 38      | Mark Lee                | Singapore       | 323.10 | 38 | Non qualificati | Non qualificati | Non qualificati | Non qualificati |                 |                 |
| 39      | Diego Carquín           | Cile            | 319.95 | 39 | Non qualificati | Non qualificati | Non qualificati | Non qualificati |                 |                 |
| 40      | Emanuel Vázquez         | Porto Rico      | 318.20 | 40 | Non qualificati | Non qualificati | Non qualificati | Non qualificati |                 |                 |
| 41      | Theofilos Afthinos      | Grecia          | 317.30 | 41 | Non qualificati | Non qualificati | Non qualificati | Non qualificati |                 |                 |
| 42      | Guillaume Dutoit        | Svizzera        | 317.10 | 42 | Non qualificati | Non qualificati | Non qualificati | Non qualificati |                 |                 |
| 43      | Chew Yiwei              | Malaysia        | 315.10 | 43 | Non qualificati | Non qualificati | Non qualificati | Non qualificati |                 |                 |
| 44      | Ian Matos               | Brasile         | 309.85 | 44 | Non qualificati | Non qualificati | Non qualificati | Non qualificati |                 |                 |
| 45      | Timothy Lee             | Singapore       | 303.50 | 45 | Non qualificati | Non qualificati | Non qualificati | Non qualificati |                 |                 |
| 46      | Mojtaba Valipour        | Iran            | 302.35 | 46 | Non qualificati | Non qualificati | Non qualificati | Non qualificati |                 |                 |
| 47      | Ito Hiroki              | Giappone        | 297.30 | 47 | Non qualificati | Non qualificati | Non qualificati | Non qualificati |                 |                 |
| 48      | Sandro Melikidze        | Georgia         | 288.70 | 48 | Non qualificati | Non qualificati | Non qualificati | Non qualificati |                 |                 |
| 49      | Andrzej Rzeszutek       | Polonia         | 285.70 | 49 | Non qualificati | Non qualificati | Non qualificati | Non qualificati |                 |                 |
| 50      | Sulaiman Al-Sabe        | Kuwait          | 284.25 | 50 | Non qualificati | Non qualificati | Non qualificati | Non qualificati |                 |                 |
| 51      | Nathan Baeckeland       | Belgio          | 280.20 | 51 | Non qualificati | Non qualificati | Non qualificati | Non qualificati |                 |                 |
| 52      | Hamid Karimi            | Iran            | 266.05 | 52 | Non qualificati | Non qualificati | Non qualificati | Non qualificati |                 |                 |
| 53      | Martin Bang Christensen | Danimarca       | 259.10 | 53 | Non qualificati | Non qualificati | Non qualificati | Non qualificati |                 |                 |
| 54      | Abdulrahman Abbas       | Kuwait          | 230.35 | 54 | Non qualificati | Non qualificati | Non qualificati | Non qualificati |                 |                 |